# Сулькевич, Матвей Александрович
Матве́й (Мацей) Алекса́ндрович Сульке́вич (тат. Сөләйман Сулькевич, крымскотат. Süleyman Sulkeviç, пол. Maciej Sułkiewicz, бел. Мацей Аляксандравіч Сулькевіч, азерб. Süleyman bəy Sulkeviç, также известный как Магомет Сулейманович Сулькевич, Сулейман Сулькевич и Мамед бек Сулькевич, 20 июля 1865, имение Кемейшы Лидского уезда Виленской губернии, ныне деревня Вороновского района Гродненской области, Белоруссия — 15 июля 1920) — русский и азербайджанский военачальник, крымскотатарский деятель, генерал-лейтенант.

## Юность
М. А. Сулькевич родился в семье потомственных дворян Виленской губернии, по национальности — белорусский (польско-литовский) татарин. Мусульманского вероисповедания. Его отец, Александр Сулькевич, дослужился до чина подполковника в гусарском полку.
Будучи потомком татарских аристократических семей Великого Княжества Литовского, М. Сулькевич посвятил свою жизнь военной карьере. Общее образование получил в Михайловском кадетском корпусе в Воронеже.

## Служба в российской армии
В службу вступил юнкером рядового звания в Михайловское артиллерийское училище в Петербурге. По окончании училища по первому разряду подпоручик Сулькевич был направлен в 6-ю артиллерийскую бригаду.
С 3 октября 1889 года поручик Сулькевич — слушатель Николаевской академии Генерального штаба. В июле 1894 года за отличные успехи в науках в академии был произведен в штабс-капитаны.
20 июля 1894 года М. Сулькевич произведён в капитаны. Предписанием командующего войсками Одесского военного округа № 5084 был направлен в штаб 7-го армейского корпуса. С 16 января 1898 года старший адъютант штаба 8-го армейского корпуса. В 1899 году награждён орденом Святого Станислава. В том же году произведён в подполковники.
17 декабря 1900 года штаб-офицер для особых поручений при штабе Десантного корпуса, подполковник Сулькевич был назначен начальником штаба Очаковской крепости.
В 1902 году М. Сулькевич издал в Одессе на свои средства книгу «Исследование происхождения и нынешнее положение литовских татар» польского востоковеда, профессора Петербургского университета Антона Мухлинского (1808—1877).
В 1903 году был назначен начальником штаба 15-й пехотной дивизии. 6 декабря 1903 года Сулькевич был произведён в полковники. Во время Русско-японской войны служил в 8-м армейском корпусе. Был участником Мукденского сражения. 11 июня 1905 года назначен командиром 57-го пехотного Модлинского полка. Был награждён орденом Святой Анны 2-й степени с мечами, орденом Святого Владимира 4-й степени с мечами и бантом. 20 мая 1907 года награждён золотым оружием с надписью «За храбрость».
17 октября 1910 года М. Сулькевич был произведён в генерал-майоры. Спустя некоторое время назначен генерал-квартирмейстром штаба Иркутского военного округа. Был награждён орденом Святого Владимира 2-й и 3-й степеней. В 1915 году был награждён орденом Святого Станислава 1-й степени. С 26 февраля 1915 года командир 33-й пехотной дивизии. 9 апреля 1915 года награждён орденом Святой Анны 1-й степени с мечами.
М. А. Сулькевич — участник Наревской операции 10-20 июля 1915 года.
26 апреля 1916 года М. Сулькевич за боевое отличие был произведён в генерал-лейтенанты. 27 февраля 1917 года возглавил 37-й армейский корпус.
В октябре 1917 года Генерального штаба генерал-лейтенант Сулькевич был выдвинут на пост командира 1-го Мусульманского корпуса, который планировало сформировать Временное правительство.

## Крымское краевое правительство
В 1918 году М. Сулькевич приехал в Крым. К 1 мая 1918 года Крым был полностью оккупирован кайзеровскими войсками под командованием генерала Коша (три пехотные дивизии и конная бригада).
25 июня 1918 года при поддержке германского руководства пост премьер-министра, министра внутренних и военных дел Крымского краевого правительства получил генерал-лейтенант Сулькевич.
М. Сулькевич назначил Асана Сабри Айвазова (1878—1938) послом Крыма в Османской империи и наладил связи с мусульманскими странами, образованными на территории Российской империи. Известен в Крыму как Сулейман-паша. Стремился созвать Крымский курултай (учредительное собрание), который бы провозгласил создание Крымскотатарского государства.
Генерал Сулькевич стремился к отстаиванию интересов маленького полуострова на всех уровнях и во всех вопросах.
Центральная Рада, а потом правительство гетмана Скоропадского стремились подчинить Крым себе. Германии же было выгодно существование двух вассальных режимов на юге бывшей Российской империи — Скоропадского и Сулькевича. Как следствие, Берлин запугивал Сулькевича угрозой подчинения Крыма Киеву, а Скоропадского успокаивал, утверждая, что скоро все территориальные притязания киевского правительства будут удовлетворены и Крым перейдёт под его контроль, однако, ничего для этого не делал. В итоге противоречия двух прогерманских режимов вылились в открытое противостояние, закончившееся блокадой Крыма со стороны Киева.
После ухода из Крыма немецких оккупационных войск правительство М. Сулькевича 15 ноября 1918 года передало власть второму Крымскому краевому правительству во главе с С. С. Крымом.

## Служба в Азербайджане
В декабре 1918 года Сулькевич прибыл в Азербайджан, где стал известен под именем Мамед-бек. 26 марта 1919 года приказом № 147 по военному ведомству генерал-лейтенант Сулькевич был назначен начальником Генерального штаба вооружённых сил Азербайджана.
Мамед-бек Сулькевич сыграл большую роль в создании 16 июня 1919 года военно-оборонительного союза между Грузией и Азербайджаном.

## Расстрел
В результате Бакинской операции частей 11-й Красной армии в апреле 1920 года было свергнуто азербайджанское правительство и установлена Советская власть. В мае 1920 года М. Сулькевич был арестован ВЧК. Последние дни перед расстрелом он провёл в Баиловской тюрьме. 15 июля Сулькевич был расстрелян за «контрреволюционную деятельность». М. А. Расулзаде вспоминает в своей книге:
…Сидевший вместе с ним Мехмед Али бек говорил: «Генералу приказали идти за чекистами. Мы поняли, что настало его время смерти. Мы не осмеливались посмотреть ему в глаза, не могли найти нужных слов. Генерал Сулькевич опередил нас, сказав, тихим, но уверенным голосом, слова, которые я никогда не забуду: „Счастлив, что умираю солдатом мусульманской армии. Прощайте!“»

## Память
- 7 сентября 2017 года в районе Южная Прага Варшавы открыли памятник военным деятелям периода АДР — генерал-лейтенанту Сулейман беку Сулькевичу и полковнику Вели беку Ядигяру[19].
- Мемориальная доска в Симферополе на Доме губернатора, текст которой гласит: «Здесь, в бывшем доме Таврического губернатора, где в 1887 году была учреждена Таврическая учёная архивная комиссия, размещались Крымские краевые правительства М. А. Сулькевича (1918 г.) и С. С. Крыма (1918—1919 гг.)».